# 强直性脊柱炎
強直性脊柱炎（拉丁文：spondylitis ankylosans，其中spondylitis原为希腊文脊柱炎之意，ankylosans原系希腊文强直之意），又稱僵直性脊椎炎，在欧陆亦称此病为白赫铁列夫症（Morbus Bechterew）、白赫铁列夫-史特林佩尔-玛丽症（Bechterew-Struempell-Marie-Krankheit）等。英文为ankylosing spondylitis，国际简称为AS，是一種長期脊柱關節有發炎症狀的關節炎，通常脊椎連接骨盆的關節會受到影響，偶爾還會侵犯其他部位的關節，如肩膀或臀部，眼睛和腸道問題也可能發生。背痛是僵直性脊椎炎的特徵，而背痛的情況往往是來來去去的。受影響的關節僵硬程度通常會隨著時間推移而惡化。
儘管僵直性脊椎炎的成因尚不清楚，但被推測和遺傳與環境之綜合因素有關，超過90％的患者具有稱為HLA-B27抗原的特異性人類白細胞抗原，故基本機轉認為是與自體免疫或自身炎症性疾病有關。僵直性脊椎炎的確診除了症狀表現外，通常需輔以臨床醫學影像和血液檢查的數據支持。僵直性脊椎炎是一種血清陰性脊椎關節病變，這意味著其不具有類風濕因子（RF）的抗體。僵直性脊椎炎也可被更廣泛地分類為軸性的脊椎關節病變。
僵直性脊椎炎無法治癒，不過可以透過治療改善症狀，避免症狀加劇，治療方式包括藥物、運動及手術。藥物包括有非甾体抗炎药（NSAID）、皮質類固醇、像柳氮磺胺吡啶等緩解疾病抗風濕藥物，以及英夫利西单抗等生物製劑。
罹患僵直性脊椎炎的比例約在0.1%至1.8%之間，多半容易在青年人身上發病，男性比女性容易患有僵直性脊椎炎。此症狀最早是在十七世紀末由Bernard Connor完整描述，而在古埃及木乃伊中就發現有僵直性脊椎炎的骨骸。僵直性脊椎炎的英文Ankylosing spondylitis源自希臘文的ankylos（表示硬化）、spondylos（表示脊椎骨）及-itis（表示發炎）。

## 症状和病理学
强直性脊柱炎主要的病程在于关节和腱的炎症，尤其在骨盆和脊柱部位，并伴随有水肿与骨髓的损伤，并导致骨髓的骨质化。
一般在23岁左右症状会逐渐显现，最初常见长期脊柱疼痛和僵硬，伴有旁侧臀部和大腿后部关节痛，其他原因也可能导致该疼痛，会影响人们对初期病情的判断。受累部位包括肌腱附着点以及关节囊。在关节软骨下方会生长肉芽组织，通过淋巴细胞和巨噬细胞形成浸润。关节受损的边缘，首先会通过纤维软骨（Faserknorpel）所替代，随后骨质化，由此关节逐渐僵硬化。在脊椎，此过程会导致骨骼出现韧带骨赘，并会搭上临近的脊椎骨。这样的过程最后可能导致所谓的竹节样脊柱改变（Bambuswirbelsaeule）的产生。
40%的患者会患虹膜炎，造成眼部发红、眼痛、失明、怕光。这是HLA-B27抗体在脊柱和虹膜都发生作用的结果。其他并发症还有胸痛、疲劳。
18岁前发病常导致四肢关节——尤其是膝关节——肿大疼痛。青春期前发病可能会踝关节和脚部关节肿痛，出现跟骨骨刺。

## 起因
強直性脊柱炎的起因，医学上迄今未能完全了解，但该病似与免疫系统的缺陷有关。现代医学认为，如果以醫學方法阻止TNF-α因子发挥作用，该病的症状得以减轻，可以得知该因子在发病过程中起着重要作用。在发炎的骶髂关节中可见CD4+T-淋巴细胞，细胞毒性T细胞及吞噬細胞出现，此外TNF-α因子的集中率见增高，不过无法确定触发此现象的触媒。可能是针对体内软骨中负责伸展灵活性的Proteoglycan Aggrecan产生自免疫现象（autoimmunologiesches Phenomenon）。這樣Proteoglycan抗原的一致性，可以解释疾病在体内分布的现象。在许多患者的血液中还出现了肠内细菌（Enterobakterien）抗体滴定浓度增高的现象，目前尚未弄清此现象与该病有何关联。
该病的一个特征是，发病与血液中HLA-B27因子的高度关联性。这种关联性在不同人种中出现的频率揭示该病在不同人种中发病率的不同。时至今日已比较清楚的是，强直性脊柱炎很大程度上是由基因决定的，因此HLA-B27因子是此病最为人所熟知，但绝不是唯一的基因病因。2007年，Wellcome Trust病例控制协会(Wellcome Trust Case Control Consortium，WTCCC）和澳-英-美脊柱炎协会(Australo-Anglo-American Spondyloarthritis Consortium,TASC)进行的14500个非同义单核苷酸多态性研究（non-synonymous SNPs），还发现AS与ERAP-1和IL-23R两个基因的关联。另一项是TASC涉及的完整的全基因组关联的研究，进一步关联分析研究发现与基因沙漠中的2p15和21q22有关。

## 常用的治疗法

### 消炎止痛
消炎痛等非甾体抗炎藥（非類固醇消炎止痛藥）解热镇痛药具有较好的效果。柳氮磺胺吡啶对于改善腰背部僵痛及骶髂关节病变有明显的疗效。

### 控制病情
严重的周围关节病变也可采用氨甲喋呤 Methotrexate 治疗。当髋关节病变严重，造成骨性强直和瘫痪时，早期施行人工髋关节置换术，以恢复功能。

### 保護關節－保持靈活
强直性脊柱炎需要长期治疗，甚至终身治疗，患者应对自己的疾病有正确的认识，积极配合医生的治疗。体疗的康复训练对于本病具有非常重要的意义。适当的行走、睡眠姿势、腰腹的锻练可以维持关节的灵活性，呼吸锻练和游泳的有氧运动有助于维持良好的肺功能。部分患者经过治疗后疗效不明显，出现关节僵直，但如果能够维持在功能位，就可最大限度地保留部分关节功能。

## 性别与种族差异性
强直性脊柱炎在中国的发病率约为0.3%，男女之比约为2~3:1，女性发病较缓慢且病情较轻；该病发病年龄通常在13~31岁，高峰为20-30岁，40岁以后及8岁以前发病者少见。
此外，该病症与民族或种族差异也表现出一定关联，如黑人的发病率明显低于黄种人及白种人。而在东亚，日本本土人的发病率为0.05%~0.2%，又明显低于中、韩等国。

## 病人自助互助組織
- 中華民國僵直性脊椎炎關懷協會 （页面存档备份，存于）
- B27協進會（香港強直性脊椎炎患者互助組織） （页面存档备份，存于）
- 香港強脊會（由香港的強直性脊椎炎患者組成的病人自助組織） （页面存档备份，存于）